# Just Bring It
Just Bring It è il quarto album in studio del gruppo musicale femminile giapponese Band-Maid, pubblicato nel 2017.

## Tracce
1. Don't You Tell Me – 3:10 (testo: Miku Kobato, Saiki Atsumi – musica: Band-Maid)
2. Puzzle – 4:19 (testo: Kobato – musica: Band-Maid)
3. Moratorium (モラトリアム) – 4:15 (testo: Kobato – musica: Band-Maid)
4. YOLO – 4:25 (testo: Kobato – musica: Band-Maid)
5. Cross – 3:45 (testo: Nora, Kobato – musica: Nora)
6. OOPArts – 4:06 (testo: Endcape – musica: Nora)
7. Take Me Higher!! – 3:18 (testo: Kobato, Atsumi – musica: Band-Maid)
8. So, What? – 3:48 (testo: Miwa Sasaki – musica: Koji Goto (ck510))
9. Time – 3:29 (testo: Kobato – musica: Hitoshi Okamoto)
10. You. – 3:43 (testo: Kobato – musica: Band-Maid)
11. Awkward – 3:32 (testo: Kobato – musica: Band-Maid)
12. Decided by Myself – 3:54 (testo: Kobato, Atsumi – musica: Band-Maid)
13. Secret My Lips – 4:11 (testo: Kobato – musica: Band-Maid)

## Formazione
- Saiki Atsumi – voce
- Miku Kobato – chitarra, voce (9)
- Kanami Tōno – chitarra
- Misa – basso
- Akane Hirose – batteria